# Biblioteca del Museo de Bellas Artes de Asturias
La Biblioteca Museo de Bellas Artes de Asturias es un centro para el estudio e investigación histórico-artística. El Museo de Bellas Artes de Asturias es un organismo autónomo de doble titularidad, adscrito a la Consejería de Educación y Cultura del Principado de Asturias y al Ayuntamiento de Oviedo y gestionado a través de la Fundación Pública “Centro Regional de Bellas Artes”.

## Origen y función
La biblioteca tiene su origen en la creación del Museo de Bellas Artes de Asturias en 1980, fecha en la que se empezaron a adquirir fondos ante la necesidad de documentar las obras de arte, así como apoyo al resto de las funciones técnicas desarrolladas desde su apertura. Sin embargo es en 1996 cuando se dota de un espacio propio para los fondos bibliográficos coincidiendo con la ampliación del Museo con la Casa de Oviedo-Portal, en cuyo bajocubierta se acondicionó un espacio de 146 m² para biblioteca, que cuenta con depósito, sala de lectura y despacho.
La dotación de un espacio propio y el incremento de los fondos, gracias a un aumento en las partidas presupuestarias para la adquisición de fondos bibliográficos, ha permitido que la biblioteca amplíe sus funciones y pueda atender consultas externas relacionadas con el arte y especialmente con la colección del Museo, además de su función principal que es proporcionar la información necesaria para el mantenimiento de las actividades del Museo.

## Fondos y Colecciones
La biblioteca cuenta con un fondo de más de 30.000 títulos de monografías y folletos y alrededor de 500 títulos de publicaciones periódicas, además de catálogos de subastas, y un fondo documental referido a los artistas representados en la colección del Museo,  que se encuentra organizado en carpetas para facilitar a su acceso. Cuenta con títulos de las diferentes disciplinas artísticas además de materias relacionas con el arte como es la historia, arqueología, museología y museografía así como todas las publicaciones editadas por el Museo desde su creación. A partir de 2012 la biblioteca se incorporó al Catálogo de la Red de Bibliotecas de Asturias, procediéndose desde esa fecha a la recatalogación de sus fondos para adecuarse al formato que rige dicho catálogo.

### Colecciones especiales
Los fondos bibliográficos se han incrementado con otras colecciones ingresadas por compra y donaciones. En primer lugar se incorporó una parte de la biblioteca del historiador del arte y profesor Diego Angulo Íñiguez, en 1995,  formada por más de 1500 títulos de monografías, 120 títulos de publicaciones periódicas y otros materiales;  en 2000 y 2009 entraron a formar parte de la biblioteca,, las bibliotecas personales de los artistas Luis Fernández y Amador Rodríguez, “Amador”, además del archivo del primero, que convierte al Museo en un centro de investigación de este pintor nacido en Asturias. La biblioteca cuenta con fondos documentales, como el archivo personal de Mariano Pola, y están depositados los archivos de los arquitectos Juan Vallaure Fernández-Peña, Julio Galán Gómez y Julio Galán Carvajal. También hay otros documentos como es una “Ejecutoria de la Casa de los Díaz de Lugones” de 1682 o una serie de títulos antiguos de la Fábrica de Loza de San Juan de Aznalfarache de 1721 a 1872.  Por último,  “Despacho de Grandeza concedida por el Felipe V de España al Señor Duque de Montemar”, un manuscrito sobre vitela y papel con miniaturas a página completa, fechado en Aranjuez en 1735.
Entre su fondo antiguo, la biblioteca cuenta con primeras ediciones de la historiografía artística española, son veinticuatro títulos anteriores a 1801 y entre ellos se puede citar a autores como a Antonio Palomino con su obra El museo pictórico y escala óptica y a Juan Agustín Ceán Bermúdez con Diccionario histórico de los más ilustres profesores de las Bellas Artes en España. Anteriores a 1901 hay más de cuatrocientos títulos, en la que se encuentran la serie de libros de viajes, que constituye un grupo representativo entre los que se publicaron sobre España durante el último tercio del siglo XVIII y XIX, con ejemplares de obras como España artística y monumental de Jenaro Pérez Villaamil y Patricio de la Escosura, Recuerdos y bellezas de España, obra iniciada por Pau Piferrer y Francisco Javier Parcerisa y Voyage pittoresque et historique en Espagne de Alexandre de Laborde.